# Pommers voetbalkampioenschap 1919/20
In 1919/20 werd het tweede Pommers voetbalkampioenschap gespeeld, dat georganiseerd werd door de Baltische voetbalbond. 
Titania Stettin werd kampioen en plaatste zich voor de Baltische eindronde. Ook hier werd de club kampioen en plaatste zich ook voor de eindronde om de Duitse landstitel. De club versloeg in de eerste ronde Arminia Hannover en werd in de halve finale verslagen door 1. FC Nürnberg. 

## Voorronde

### Stolp
| Plaats | Club               |
| ------ | ------------------ |
| 1.     | SV Viktoria Stolp  |
| 2.     | SV Sturm Lauenburg |
| 3.     | SV Germania Stolp  |
| 4.     | RSV Pfeil Schlawe  |
| 5.     | SC Greif Ritzow    |
| 6.     | Bütower SV 1916    |

|  | Geplaatst voor de eindronde |

### Köslin
Uit Köslin is enkel de winnaar SV Preußen Köslin bekend en andere deelnemer Kösliner SV Phönix

### Stettin
| Plaats | Club                      | Wed. | W  | G | V  | Saldo | Ptn |
| ------ | ------------------------- | ---- | -- | - | -- | ----- | --- |
| 1.     | Stettiner FC Titania 1902 | 13   | 11 | 1 | 1  | 52:13 | 23  |
| 2.     | Stettiner SC              | 13   | 10 | 1 | 2  | 70:13 | 21  |
| 3.     | Stettiner TV              | 13   | 7  | 1 | 5  | 23:26 | 15  |
| 4.     | VfB 1908 Stettin          | 13   | 6  | 2 | 5  | 25:34 | 14  |
| 5.     | SC Preußen 1901 Stettin   | 13   | 6  | 0 | 7  | 32:27 | 12  |
| 6.     | SC Vorwärts Stettin       | 13   | 2  | 1 | 10 | 13:38 | 5   |
| 7.     | SC Viktoria 1911 Stargard | 7    | 2  | 0 | 5  | 0:21  | 4   |
| 8.     | SC Comet 1912 Stettin     | 13   | 2  | 0 | 11 | 16:59 | 4   |

|  | Kampioen, geplaatst voor de eindronde                             |
|  | Geplaatst voor de eindronde                                       |
|  | Trok zich terug om in de competitie van Gollnow/Pyritz te spelen. |
|  | Degradatie-eindronde met tweedeklassers                           |

Degradatie-eindronde
| Plaats | Club                | Wed. | W | G | V | Saldo | Ptn |
| ------ | ------------------- | ---- | - | - | - | ----- | --- |
| 1.     | SC Blücher Stettin  | 3    | 2 | 1 | 0 | 7:2   | 5   |
| 2.     | Stettiner SVgg 1905 | 3    | 2 | 1 | 0 | 6:6   | 5   |
| 3.     | SC Vorwärts Stettin | 3    | 1 | 0 | 2 | 7:5   | 2   |
| 4.     | SC Comet Stettin    | 3    | 0 | 0 | 3 | 1:8   | 0   |

|  | Geplaatst voor eerste klasse 1920/21 |

### Gollnow/Pyritz
Enkel de winnaar SC Blücher Gollnow is bekend. 

### Uckermark
Enkel de winnaar SC Vorwärts Löcknitz is bekend.

## Eindronde

### Voorronde
| Team 1             | Uitslag | Team 2               |
| ------------------ | ------- | -------------------- |
| SC Blücher Gollnow | 3:0     | SC Vorwärts Löcknitz |
| SC Viktoria Stolp  | 6:0     | SV Preußen Köslin    |

Titania Stettin en Stettiner SC hadden een bye. 

### Halve Finale
| Team 1               | Uitslag | Team 2             |
| -------------------- | ------- | ------------------ |
| Stettiner FC Titania | 9:0     | SC Viktoria Stolp  |
| Stettiner SC         | ?:?     | SC Blücher Gollnow |

### Finale
| Team 1               | Uitslag | Team 2       |
| -------------------- | ------- | ------------ |
| Stettiner FC Titania | 3:2     | Stettiner SC |